# Chalk’s Ocean Airways
Chalk's Ocean Airways («Чокс Оушн Ейрвейс», раніше Chalks International Airlines) — колишня американська авіакомпанія зі штаб-квартирою на території округу Броуард у міжнародному аеропорту Форт-Лодердейл.
Авіакомпанія здійснювала регулярні рейси на гідролітаках з Форт-Лодердейл на Багамські острови. 30 вересня 2007 року міністерство транспорту США відкликало ліцензію у авіакомпанії у зв'язку з катастрофою рейсу 101. На той момент це була найстаріша діюча авіакомпанія в світі.

## Історія

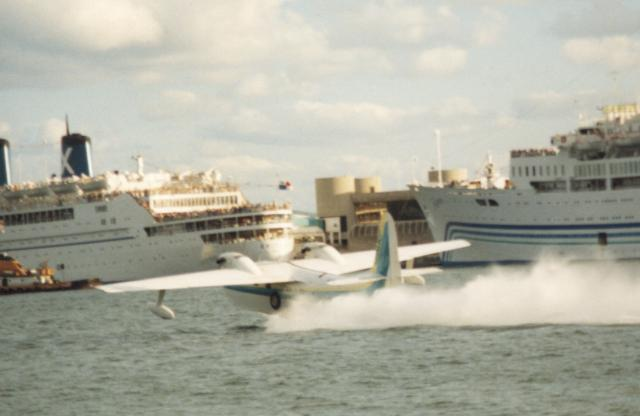
Chalk's Turbo Mallard сідає на узбережжі Маямі, 1989

В 1917 році Артур «Пеппі» Чок (Arthur «Pappy» Chalk) заснував авіакомпанію Red Arrow Flying Service, однак в кінці цього ж року його призвали в армію США. Тільки після повернення зі служби в лютому 1919 року авіакомпанія здійснила перший рейс чартерний переліт за маршрутом «Маямі — Біміні». Перед цим компанія змінила назву на Chalk's Flying Service. В часи «сухого закону» в США (з 1920 по 1933 роки), авіакомпанія була одним з найбільших перевізників контрабандного алкоголю з Багамських островів.
Перша тимчасова авіабаза компанії розташовувалася на курортному узбережжі Маямі на березі затоки Біскейн. У 1926 році на острові Вотсон поблизу Маямі була збудована постійна авіабаза, аеровокзал і штаб-квартира компанії. Артур Чок керував авіакомпанією аж до виходу на пенсію у 1975 році. Він помер у віці 88 років в 1977 році.

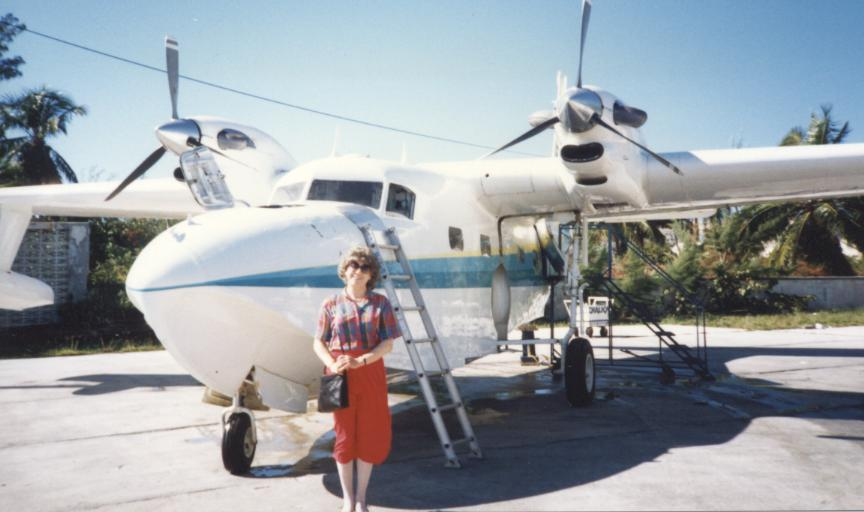
Chalk's Turbo Mallard в Біміні на базі літаків, Багами, Листопад 1989

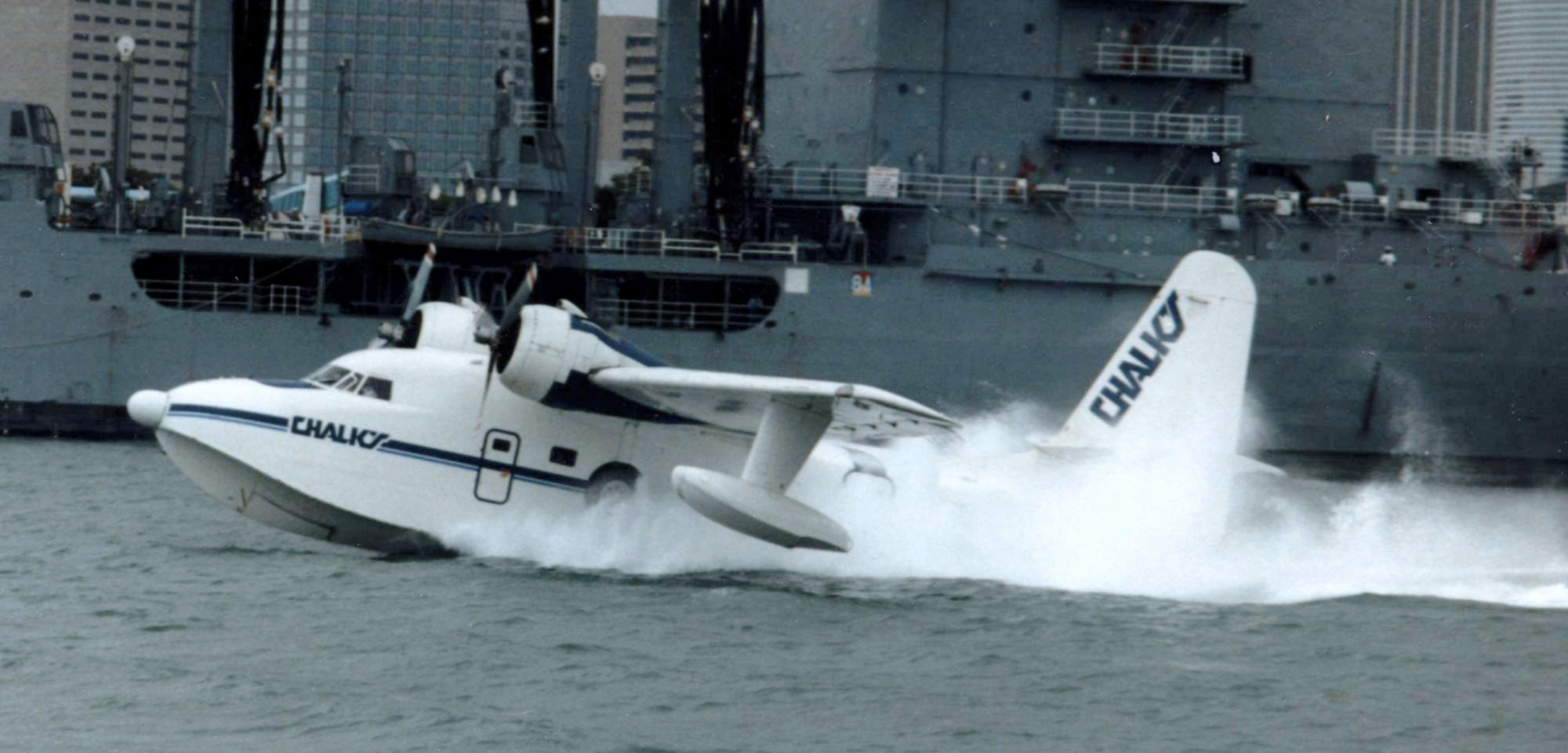
Chalk's Grumman Albatross посадка в гавані Маямі, рейс з Нассау, Багами, в березні 1987

У 1974 році «Resorts International», власник великої мережі готелів та курортної інфраструктури, купила авіакомпанію і зробила її своїм основним авіаперевізником, що здійснюють рейси на курортний острів Парадіз (Paradise Island), розташований неподалік від столиці Багамських островів Нассау. «Resorts International Holdings» продала компанію в 1991 році корпорації «United Capital Corporation» з Іллінойсу.
До 1985 році весь флот складався з восьми літаків-амфібій Grumman Mallards (три цивільні турбогвинтові версії і п'ять перероблених військових версій).
У період з 1996 по 2006 рік авіакомпанія переходила до різних власників і кілька разів змінювала назву, але 2006 році було повернуто стару назву.
Авіакомпанія здійснювала перельоти з острова Вотсон поблизу порту і центру міста Маямі протягом 75 років, але після 11 вересня 2001 року була змушена з міркувань безпеки перенести головний хаб в Форт-Лодердейл, де вже була підготовлена технічна база.
Авіакомпанія призупинила свою діяльність після катастрофи рейсу 101 19 грудня 2005 року. Авіакомпанія планувала відновити польоти між Форт-Лодердейлом і Багамськими островами 9 листопада 2006 року, але сертифікат льотної придатності, виданий для польотів на Багамські острови, минув. З листопада 2006 року компанія здійснювала рейси з Форт-Лодердейл до Кі-Уеста і в Сент-Пітерсберг, віддавши літаки та екіпажі під управління авіакомпанії Big Sky Airlines, в кінці травня 2007 додалися рейси в міжнародний аеропорт Палм-Біч (PBIA), але перевезено було тільки 14 пасажирів. Польоти з  Форт-Лодердейл припинилися c 3 вересня 2007 року. Авіакомпанія перестала існувати як самостійне авіапідприємство через відкликання ліцензій на обслуговування літаків і самостійні рейси, але здійснювала діяльність під управлінням і маркою Big Sky Airlines.
Chalks була найстарішою постійно діючою авіакомпанією в світі, почавши працювати в 1917 році і здійснювати звичайні рейси з лютого 1919 року. Рейси не здійснювалися протягом трьох років через Другу світову війну, два дні в 1992 році через ураган Ендрю і одинадцять місяців через катастрофу 19 грудня 2005 року.
Після відкликання ліцензії, статус найстарішої авіакомпанії перейшов до голландської KLM, заснованої дещо пізніше — в 1919 році.

## Флот компанії
У 2006 авіакомпанія орендувала кілька Beechcraft 1900 у авіакомпанії Big Sky Airlines, які пізніше були замінені на 2 Saab 340A та інші судна, що взяті в мокрий лізинг (тобто разом з екіпажем). При сприянні федерального управління цивільної авіації компанія зробила основою свого флоту літаки Grumman G-73T Mallard.
Станом на березень 2007 року флот Chalk's International Airlines складали:
- 5 Grumman G-73 Mallard
- 2 Saab 340A (оренда у Bimini Island Air).

## Інциденти та катастрофи
- У 1994 році, капітан Джон Альберто (John Alberto) і другий пілот Алан Тернер (Alan Turner) потонули через відмову помпи в гідролітаку під час руління в Кі-Уесті. У капітана Альберто була дружина і двоє дітей. Джиммі Баффетт присвятив главу Альберто капітану (Jimmy Buffett) у своїй книзі «A Pirate Looks At Fifty».
- 19 грудня 2005 року Grumman G-73 Mallard, що виконував регулярний рейс 101 з Форт-Лодердейл у Біміні, зазнав катастрофу на узбережжі Маямі. Після незапланованої зупинки в аеропорту Вотсон, пролітаючи узбережжі Маямі, літак впав у море[11][12]. Національна рада з безпеки на транспорті, вивчаючи свідчення очевидців трагедії і відеозапис катастрофи, зроблений на мобільний телефон, з'ясувала, що у гідролітака в польоті відірвало праву частину крила. В результаті катастрофи загинуло двадцять осіб (вісімнадцять пасажирів і два пілоти). На місце аварії першими прибули пляжні рятувальники, потім — кораблі берегової охорони. Спочатку під час пошуку загиблих було знайдено лише 18 тіл, але 23 грудня двоє пожежників, які рибалили на узбережжі, виявили ще двох жертв трагедії. Розслідування встановило, що причиною трагедії стала втома металу в конструкції планера, а точніше — тріщина головної опорної балки. Тріщина, що з'явилася через вік літака (побудований в 1947 році) і поганого технічного обслуговування[13][14]. Через кілька місяців після катастрофи міністерство транспорту США відкликало у авіакомпанії ліцензію на польоти.